# Martin Hinteregger
Martin Hinteregger (Feldkirchen in Kärnten, 7 settembre 1992) è un calciatore austriaco, difensore o attaccante del Sirnitz.

## Caratteristiche tecniche
Difensore centrale mancino, può essere schierato anche come terzino sinistro. Forte fisicamente, è bravo a vincere contrasti oltre che nel gioco aereo.

## Carriera

### Club

#### Gli inizi, Sirnitz
Hinteregger inizia a giocare a calcio un paio di giorni prima del suo settimo compleanno, nel 1999, nel settore giovanile dell'SGA Albeck, nell'omonimo villaggio della Carinzia, precisamente nel distretto di Feldkirchen. È stato allenato dal padre Franz Hinteregger, tecnico delle giovanili dell'SGA Albeck. Passato al vivaio del Sirnitz, ha vinto alcuni campionati Under-10 e Under-14 e con i suoi si è classificato al terzo posto al campionato giovanile di calcio a 5 della Carinzia nel 2006, dietro FC Kärnten e SV Villach. Selezionato tra i calciatori ammessi dai centri di addestramento provinciali alla selezione statale carinziana, nel luglio 2006 entra nel vivaio del Salisburgo.

#### Salisburgo
Dopo 12 presenze 2 gol nelle giovanili nella stagione 2006-2007 e 19 partite di campionato e un gol nella stagione 2007-2008, all'età di 16 anni è accettato come membro permanente nel vivaio del club salisburghese. Nel marzo del 2009 esordisce, non ancora 17enne, nella squadra Under-19 del club. Il 2 maggio 2009 segna il primo gol con la massima squadra giovanile del Salisburgo, contro l'Accademia dal Vorarlberg. In questa stagione Hinteregger disputa un totale di 11 partite del campionato Under-19, con 2 gol. Anche nella stagione 2009-2010 è parte integrante dello schieramento destro della squadra giovanile salisburghese, con cui disputa 14 incontri e segna 4 gol.
Dopo essere stato inserito all'inizio del 2010 nella squadra riserve del Salisburgo, militante nella seconda serie austriaca, il 23 aprile 2010 esordisce in campionato nella gara persa per 2-0 contro il Dornbirn. Le ottime prestazioni convincono l'allenatore a schierarlo sempre più di frequente, specie dopo la squalifica di Harald Pichler. Nel 2010-2011 Hinteregger è tra i titolari della squadra riserve del Salisburgo ed è convocato dalla prima squadra per qualche partita di UEFA Europa League, dove si accomoda in panchina. Segna la prima rete con la squadra riserve del Red Bull Salisburgo nel derby contro l'Austria Salisburgo.
Nel 2010-2011 l'allenatore della prima squadra, Huub Stevens, lo fa esordire nella Bundesliga austriaca il 16 ottobre 2010 nella partita di campionato contro il Kapfenberg. Cinque giorni dopo, il calciatore fa il proprio debutto in Europa League nella partita della fase a gironi contro la Juventus.
Nella stagione 2011-2012 è integrato in prima squadra in pianta stabile dall'allenatore Ricardo Moniz, che lo impiega per lo più come terzino sinistro. Nei play-off per l'Europa League segna il gol della vittoria contro l'Omonia. Nella primavera del 2012 è nominato da Moniz capitano della squadra, ma tre settimane più tardi è sospeso per motivi disciplinari, rimanendo per un breve periodo di tempo fuori squadra, punito per la sua uscita notturna a Salisburgo dopo la sconfitta in casa contro il Mattersburg. Riammesso in squadra tre giorni dopo, vince con i compagni campionato e Coppa d'Austria.
Dopo le dimissioni di Moniz, il nuovo tecnico Roger Schmidt impiega Hinteregger a volte come centrocampista difensivo. Il Salisburgo esce al secondo turno preliminare di Champions League contro il F91 Dudelange, non vince il campionato e in coppa è eliminato dal FC Pasching, formazione di terza serie. Nella stagione 2013-2014 vince con la squadra il suo secondo titolo in Bundesliga austriaca, l'anno dopo vince campionato e coppa.

#### Borussia Mönchengladbach e Augusta
Nel gennaio 2016 si trasferisce in prestito al Borussia M'gladbach, in Germania, dove rimane solo qualche mese prima di fare ritorno al Salisburgo ed essere girato, il 31 agosto 2016, all'Augusta, altra squadra tedesca, con cui firma fino all'estate del 2021. Il 17 dicembre 2016 segna alla quindicesima giornata il gol della vittoria per 1-0 contro il suo ex club, il Borussia Mönchengladbach, primo suo centro nella Bundesliga. Con l'Augusta gioca 83 partite e segna 5 gol.
Dopo la sconfitta per 2-0 del 26 gennaio 2019 contro il Borussia Mönchengladbach, Hinteregger ha criticato pubblicamente l'allenatore Manuel Baum in un'intervista concessa a una radio bavarese: il club gli commina una multa sostanziosa e lo mette fuori rosa, comunicando che il giocatore è libero di cercare un nuovo club.

#### Eintracht Francoforte, primo ritiro e ritorno allo Sirnitz
Il 31 gennaio 2019, ultimo giorno del calciomercato invernale, Hinteregger è ceduto in prestito fino alla fine della stagione all'Eintracht Francoforte. Esordisce nella partita casalinga di Bundesliga pareggiata 1-1 contro il Borussia Dortmund il 2 febbraio. A maggio è uno dei rigoristi della semifinale di ritorno di Europa League persa in casa del Chelsea; nell'occasione si fa parare il tiro da Kepa. Il 1º agosto 2019 è acquistato a titolo definitivo dall'Eintracht Francoforte per 12 milioni di euro.
Il 23 giugno 2022, nonostante un contratto ancora in essere con il club, annuncia a soli 29 anni il ritiro dal calcio giocato; tuttavia torna sui suoi passi dopo poche settimane per andare a giocare nella quinta serie austriaca col Sirnitz, la squadra con cui aveva debuttato agli esordi, reinventandosi come attaccante.

#### Austria Klagenfurt
Nel gennaio 2025 torna nel calcio professionistico, firmando con l'Austria Klagenfurt. II 10 febbraio seguente scende in campo nella partita pareggiata per 0-0 contro il Salisburgo.

### Nazionale
Dopo aver militato nella nazionale austriaca Under-21, esordisce con la nazionale maggiore il 19 novembre 2013 nell'amichevole contro gli Stati Uniti, vinta per 1-0 dai suoi.
È convocato per il Campionato europeo di calcio 2016 in Francia, così come per il Campionato europeo di calcio 2020 giocato in forma itinerante nell'estate 2021.

### Presidente
Il 15 settembre 2022 viene nominato presidente del Wiener Viktoria.

## Statistiche

### Presenze e reti nei club
Statistiche aggiornate al 30 giugno 2025.
| Stagione                     | Squadra                      | Campionato                   | Campionato | Campionato | Coppe nazionali | Coppe nazionali | Coppe nazionali | Coppe continentali | Coppe continentali | Coppe continentali | Altre coppe | Altre coppe | Altre coppe | Totale | Totale |
| Stagione                     | Squadra                      | Comp                         | Pres       | Reti       | Comp            | Pres            | Reti            | Comp               | Pres               | Reti               | Comp        | Pres        | Reti        | Pres   | Reti   |
| ---------------------------- | ---------------------------- | ---------------------------- | ---------- | ---------- | --------------- | --------------- | --------------- | ------------------ | ------------------ | ------------------ | ----------- | ----------- | ----------- | ------ | ------ |
| 2009-2010                    | Salisburgo II                | EL                           | 1          | 0          | CA              | 0               | 0               | -                  | -                  | -                  | -           | -           | -           | 1      | 0      |
| 2010-2011                    | Salisburgo II                | RL                           | 12         | 6          | CA              | 1               | 0               | -                  | -                  | -                  | -           | -           | -           | 13     | 6      |
| Totale Salisburgo II         | Totale Salisburgo II         | Totale Salisburgo II         | 13         | 6          |                 | 1               | 0               |                    | -                  | -                  |             | -           | -           | 14     | 6      |
| 2010-2011                    | Salisburgo                   | BL                           | 22         | 0          | CA              | 0               | 0               | UCL+UEL            | 0+4                | 0+0                | -           | -           | -           | 26     | 0      |
| 2011-2012                    | Salisburgo                   | BL                           | 21         | 0          | CA              | 4               | 0               | UEL                | 10                 | 1                  | -           | -           | -           | 35     | 1      |
| 2012-2013                    | Salisburgo                   | BL                           | 24         | 2          | CA              | 3               | 0               | UCL                | 2                  | 1                  | -           | -           | -           | 29     | 3      |
| 2013-2014                    | Salisburgo                   | BL                           | 32         | 2          | CA              | 6               | 1               | UCL+UEL            | 2+10               | 0+1                | -           | -           | -           | 50     | 4      |
| 2014-2015                    | Salisburgo                   | BL                           | 31         | 1          | CA              | 6               | 0               | UCL+UEL            | 3+8                | 2+0                | -           | -           | -           | 48     | 3      |
| 2015- gen.2016               | Salisburgo                   | BL                           | 8          | 0          | CA              | 2               | 0               | UCL+UEL            | 2+1                | 1+0                | -           | -           | -           | 13     | 1      |
| gen.2016                     | Borussia M'gladbach          | BL                           | 10         | 0          | -               | -               | -               | -                  | -                  | -                  | -           | -           | -           | 10     | 0      |
| giu.2016-ago.2016            | Salisburgo                   | BL                           | 5          | 0          | -               | -               | -               | UCL                | 6                  | 0                  | -           | -           | -           | 11     | 0      |
| Totale Salisburgo            | Totale Salisburgo            | Totale Salisburgo            | 143        | 5          |                 | 21              | 1               |                    | 48                 | 6                  |             | -           | -           | 212    | 12     |
| ago.2016-2017                | Augusta                      | BL                           | 31         | 3          | CG              | 1               | 0               | -                  | -                  | -                  | -           | -           | -           | 32     | 3      |
| 2017-2018                    | Augusta                      | BL                           | 30         | 0          | CG              | 1               | 0               | -                  | -                  | -                  | -           | -           | -           | 31     | 0      |
| 2018-gen. 2019               | Augusta                      | BL                           | 18         | 2          | CG              | 2               | 0               | -                  | -                  | -                  | -           | -           | -           | 20     | 2      |
| Totale Augusta               | Totale Augusta               | Totale Augusta               | 79         | 5          |                 | 4               | 0               |                    | -                  | -                  |             | -           | -           | 83     | 5      |
| gen.-giu. 2019               | Eintracht Francoforte        | BL                           | 14         | 1          | -               | -               | -               | UEL                | 7                  | 1                  | -           | -           | -           | 21     | 2      |
| 2019-2020                    | Eintracht Francoforte        | BL                           | 31         | 8          | CG              | 2               | 0               | UEL                | 13                 | 1                  | -           | -           | -           | 46     | 9      |
| 2020-2021                    | Eintracht Francoforte        | BL                           | 29         | 2          | CG              | 2               | 0               | -                  | -                  | -                  | -           | -           | -           | 31     | 2      |
| 2021-2022                    | Eintracht Francoforte        | BL                           | 27         | 1          | CG              | 1               | 0               | UEL                | 9                  | 0                  | -           | -           | -           | 37     | 1      |
| Totale Eintracht Francoforte | Totale Eintracht Francoforte | Totale Eintracht Francoforte | 101        | 12         |                 | 5               | 0               |                    | 29                 | 2                  |             | -           | -           | 135    | 14     |
| 2022-2023                    | Sirnitz                      | UO                           | 26         | 21         | -               | -               | -               | -                  | -                  | -                  | -           | -           | -           | 26     | 21     |
| 2023-2024                    | Sirnitz                      | UO                           | 25         | 15         | -               | -               | -               | -                  | -                  | -                  | -           | -           | -           | 25     | 15     |
| ago.-dic. 2024               | Sirnitz                      | UO                           | 8          | 4          | -               | -               | -               | -                  | -                  | -                  | -           | -           | -           | 8      | 4      |
| Totale Sirnitz               | Totale Sirnitz               | Totale Sirnitz               | 59         | 40         |                 | -               | -               |                    | -                  | -                  |             | -           | -           | 59     | 40     |
| gen.-giu. 2025               | Austria Klagenfurt           | BL                           | 14         | 0          | CA              | -               | -               | -                  | -                  | -                  | -           | -           | -           | 14     | 0      |
| Totale carriera              | Totale carriera              | Totale carriera              | 420        | 68         |                 | 31              | 1               |                    | 75                 | 8                  |             | -           | -           | 526    | 77     |

### Cronologia presenze e reti in nazionale
| Cronologia completa delle presenze e delle reti in nazionale ― Austria | Cronologia completa delle presenze e delle reti in nazionale ― Austria | Cronologia completa delle presenze e delle reti in nazionale ― Austria | Cronologia completa delle presenze e delle reti in nazionale ― Austria | Cronologia completa delle presenze e delle reti in nazionale ― Austria | Cronologia completa delle presenze e delle reti in nazionale ― Austria | Cronologia completa delle presenze e delle reti in nazionale ― Austria | Cronologia completa delle presenze e delle reti in nazionale ― Austria |
| Data                                                                   | Città                                                                  | In casa                                                                | Risultato                                                              | Ospiti                                                                 | Competizione                                                           | Reti                                                                   | Note                                                                   |
| ---------------------------------------------------------------------- | ---------------------------------------------------------------------- | ---------------------------------------------------------------------- | ---------------------------------------------------------------------- | ---------------------------------------------------------------------- | ---------------------------------------------------------------------- | ---------------------------------------------------------------------- | ---------------------------------------------------------------------- |
| 19-11-2013                                                             | Vienna                                                                 | Austria                                                                | 1 – 0                                                                  | Stati Uniti                                                            | Amichevole                                                             | -                                                                      |                                                                        |
| 5-3-2014                                                               | Clanforte                                                              | Austria                                                                | 1 – 1                                                                  | Uruguay                                                                | Amichevole                                                             | -                                                                      |                                                                        |
| 30-5-2014                                                              | Innsbruck                                                              | Austria                                                                | 1 – 1                                                                  | Islanda                                                                | Amichevole                                                             | -                                                                      |                                                                        |
| 8-9-2014                                                               | Vienna                                                                 | Austria                                                                | 1 – 1                                                                  | Svezia                                                                 | Qual. Euro 2016                                                        | -                                                                      |                                                                        |
| 12-10-2014                                                             | Vienna                                                                 | Austria                                                                | 1 – 0                                                                  | Montenegro                                                             | Qual. Euro 2016                                                        | -                                                                      |                                                                        |
| 15-11-2014                                                             | Vienna                                                                 | Austria                                                                | 1 – 0                                                                  | Russia                                                                 | Qual. Euro 2016                                                        | -                                                                      | 65’                                                                    |
| 18-11-2014                                                             | Vienna                                                                 | Austria                                                                | 1 – 2                                                                  | Brasile                                                                | Amichevole                                                             | -                                                                      |                                                                        |
| 27-3-2015                                                              | Vaduz                                                                  | Liechtenstein                                                          | 0 – 5                                                                  | Austria                                                                | Qual. Euro 2016                                                        | -                                                                      |                                                                        |
| 14-6-2015                                                              | Mosca                                                                  | Russia                                                                 | 0 – 1                                                                  | Austria                                                                | Qual. Euro 2016                                                        | -                                                                      |                                                                        |
| 17-11-2015                                                             | Vienna                                                                 | Austria                                                                | 1 – 2                                                                  | Svizzera                                                               | Amichevole                                                             | -                                                                      | 3’                                                                     |
| 26-3-2016                                                              | Vienna                                                                 | Austria                                                                | 2 – 1                                                                  | Albania                                                                | Amichevole                                                             | -                                                                      | 46’                                                                    |
| 29-3-2016                                                              | Vienna                                                                 | Austria                                                                | 1 – 2                                                                  | Turchia                                                                | Amichevole                                                             | -                                                                      |                                                                        |
| 31-5-2016                                                              | Klagenfurt am Wörthersee                                               | Austria                                                                | 2 – 1                                                                  | Malta                                                                  | Amichevole                                                             | -                                                                      |                                                                        |
| 4-6-2016                                                               | Vienna                                                                 | Austria                                                                | 0 – 2                                                                  | Paesi Bassi                                                            | Amichevole                                                             | -                                                                      | 79’                                                                    |
| 14-6-2016                                                              | Bordeaux                                                               | Austria                                                                | 0 – 2                                                                  | Ungheria                                                               | Euro 2016 - 1º turno                                                   | -                                                                      |                                                                        |
| 18-6-2016                                                              | Parigi                                                                 | Portogallo                                                             | 0 – 0                                                                  | Austria                                                                | Euro 2016 - 1º turno                                                   | -                                                                      | 78’                                                                    |
| 22-6-2016                                                              | Saint-Denis                                                            | Islanda                                                                | 2 – 1                                                                  | Austria                                                                | Euro 2016 - 1º turno                                                   | -                                                                      |                                                                        |
| 5-9-2016                                                               | Tbilisi                                                                | Georgia                                                                | 1 – 2                                                                  | Austria                                                                | Qual. Mondiali 2018                                                    | 1                                                                      | 51’                                                                    |
| 6-10-2016                                                              | Vienna                                                                 | Austria                                                                | 2 – 2                                                                  | Galles                                                                 | Qual. Mondiali 2018                                                    | -                                                                      |                                                                        |
| 9-10-2016                                                              | Belgrado                                                               | Serbia                                                                 | 3 – 2                                                                  | Austria                                                                | Qual. Mondiali 2018                                                    | -                                                                      |                                                                        |
| 12-11-2016                                                             | Vienna                                                                 | Austria                                                                | 0 – 1                                                                  | Irlanda                                                                | Qual. Mondiali 2018                                                    | -                                                                      |                                                                        |
| 15-11-2016                                                             | Vienna                                                                 | Austria                                                                | 0 – 0                                                                  | Slovacchia                                                             | Amichevole                                                             | -                                                                      | 46’                                                                    |
| 24-3-2017                                                              | Vienna                                                                 | Austria                                                                | 2 – 0                                                                  | Moldavia                                                               | Qual. Mondiali 2018                                                    | -                                                                      |                                                                        |
| 28-3-2017                                                              | Innsbruck                                                              | Austria                                                                | 0 – 0                                                                  | Finlandia                                                              | Amichevole                                                             | -                                                                      |                                                                        |
| 11-6-2017                                                              | Dublino                                                                | Irlanda                                                                | 1 – 1                                                                  | Austria                                                                | Qual. Mondiali 2018                                                    | 1                                                                      |                                                                        |
| 2-9-2017                                                               | Cardiff                                                                | Galles                                                                 | 1 – 0                                                                  | Austria                                                                | Qual. Mondiali 2018                                                    | -                                                                      |                                                                        |
| 5-9-2017                                                               | Vienna                                                                 | Austria                                                                | 1 – 1                                                                  | Georgia                                                                | Qual. Mondiali 2018                                                    | -                                                                      |                                                                        |
| 23-3-2018                                                              | Klagenfurt am Wörthersee                                               | Austria                                                                | 3 – 0                                                                  | Slovenia                                                               | Amichevole                                                             | -                                                                      |                                                                        |
| 30-5-2018                                                              | Innsbruck                                                              | Austria                                                                | 1 – 0                                                                  | Russia                                                                 | Amichevole                                                             | -                                                                      |                                                                        |
| 2-6-2018                                                               | Klagenfurt am Wörthersee                                               | Austria                                                                | 2 – 1                                                                  | Germania                                                               | Amichevole                                                             | 1                                                                      |                                                                        |
| 10-6-2018                                                              | Vienna                                                                 | Austria                                                                | 0 – 3                                                                  | Brasile                                                                | Amichevole                                                             | -                                                                      |                                                                        |
| 6-9-2018                                                               | Vienna                                                                 | Austria                                                                | 2 – 0                                                                  | Svezia                                                                 | Amichevole                                                             | -                                                                      |                                                                        |
| 11-9-2018                                                              | Zenica                                                                 | Bosnia ed Erzegovina                                                   | 1 – 0                                                                  | Austria                                                                | UEFA Nations League 2018-2019 - 1º turno                               | -                                                                      | 20’                                                                    |
| 12-10-2018                                                             | Vienna                                                                 | Austria                                                                | 1 – 0                                                                  | Irlanda del Nord                                                       | UEFA Nations League 2018-2019 - 1º turno                               | -                                                                      |                                                                        |
| 16-10-2018                                                             | Herning                                                                | Danimarca                                                              | 2 – 0                                                                  | Austria                                                                | Amichevole                                                             | -                                                                      | 9’ 46’                                                                 |
| 15-11-2018                                                             | Vienna                                                                 | Austria                                                                | 0 – 0                                                                  | Bosnia ed Erzegovina                                                   | UEFA Nations League 2018-2019 - 1º turno                               | -                                                                      |                                                                        |
| 18-11-2018                                                             | Belfast                                                                | Irlanda del Nord                                                       | 1 – 2                                                                  | Austria                                                                | UEFA Nations League 2018-2019 - 1º turno                               | -                                                                      |                                                                        |
| 21-3-2019                                                              | Vienna                                                                 | Austria                                                                | 0 – 1                                                                  | Polonia                                                                | Qual. Euro 2020                                                        | -                                                                      |                                                                        |
| 24-3-2019                                                              | Haifa                                                                  | Israele                                                                | 4 – 2                                                                  | Austria                                                                | Qual. Euro 2020                                                        | -                                                                      |                                                                        |
| 7-6-2019                                                               | Vienna                                                                 | Austria                                                                | 1 – 0                                                                  | Slovenia                                                               | Qual. Euro 2020                                                        | -                                                                      |                                                                        |
| 10-6-2019                                                              | Skopje                                                                 | Macedonia del Nord                                                     | 1 – 4                                                                  | Austria                                                                | Qual. Euro 2020                                                        | -                                                                      |                                                                        |
| 6-9-2019                                                               | Salisburgo                                                             | Austria                                                                | 6 – 0                                                                  | Lettonia                                                               | Qual. Euro 2020                                                        | -                                                                      |                                                                        |
| 10-10-2019                                                             | Vienna                                                                 | Austria                                                                | 3 – 1                                                                  | Israele                                                                | Qual. Euro 2020                                                        | 1                                                                      |                                                                        |
| 13-10-2019                                                             | Lubiana                                                                | Slovenia                                                               | 0 – 1                                                                  | Austria                                                                | Qual. Euro 2020                                                        | -                                                                      | 64’                                                                    |
| 16-11-2019                                                             | Vienna                                                                 | Austria                                                                | 2 – 1                                                                  | Macedonia del Nord                                                     | Qual. Euro 2020                                                        | -                                                                      |                                                                        |
| 19-11-2019                                                             | Riga                                                                   | Lettonia                                                               | 1 – 0                                                                  | Austria                                                                | Qual. Euro 2020                                                        | -                                                                      | 69’                                                                    |
| 4-9-2020                                                               | Oslo                                                                   | Norvegia                                                               | 1 – 2                                                                  | Austria                                                                | UEFA Nations League 2020-2021 - 1º turno                               | -                                                                      | cap. 40’                                                               |
| 7-9-2020                                                               | Vienna                                                                 | Austria                                                                | 2 – 3                                                                  | Romania                                                                | UEFA Nations League 2020-2021 - 1º turno                               | -                                                                      |                                                                        |
| 7-10-2020                                                              | Klagenfurt am Wörthersee                                               | Austria                                                                | 2 – 1                                                                  | Grecia                                                                 | Amichevole                                                             | -                                                                      | 46’                                                                    |
| 11-10-2020                                                             | Belfast                                                                | Irlanda del Nord                                                       | 0 – 1                                                                  | Austria                                                                | UEFA Nations League 2020-2021 - 1º turno                               | -                                                                      |                                                                        |
| 14-10-2020                                                             | Ploiești                                                               | Romania                                                                | 0 – 1                                                                  | Austria                                                                | UEFA Nations League 2020-2021 - 1º turno                               | -                                                                      |                                                                        |
| 11-11-2020                                                             | Lussemburgo                                                            | Lussemburgo                                                            | 0 – 3                                                                  | Austria                                                                | Amichevole                                                             | -                                                                      | cap. 46’                                                               |
| 15-11-2020                                                             | Vienna                                                                 | Austria                                                                | 2 – 1                                                                  | Irlanda del Nord                                                       | UEFA Nations League 2020-2021 - 1º turno                               | -                                                                      |                                                                        |
| 18-11-2020                                                             | Vienna                                                                 | Austria                                                                | 1 – 1                                                                  | Norvegia                                                               | UEFA Nations League 2020-2021 - 1º turno                               | -                                                                      |                                                                        |
| 2-6-2021                                                               | Middlesbrough                                                          | Inghilterra                                                            | 1 – 0                                                                  | Austria                                                                | Amichevole                                                             | -                                                                      | 87’                                                                    |
| 6-6-2021                                                               | Vienna                                                                 | Austria                                                                | 0 – 0                                                                  | Slovacchia                                                             | Amichevole                                                             | -                                                                      |                                                                        |
| 13-6-2021                                                              | Bucarest                                                               | Austria                                                                | 3 – 1                                                                  | Macedonia del Nord                                                     | Euro 2020 - 1º turno                                                   | -                                                                      |                                                                        |
| 17-6-2021                                                              | Amsterdam                                                              | Paesi Bassi                                                            | 2 – 0                                                                  | Austria                                                                | Euro 2020 - 1º turno                                                   | -                                                                      |                                                                        |
| 21-6-2021                                                              | Bucarest                                                               | Ucraina                                                                | 0 – 1                                                                  | Austria                                                                | Euro 2020 - 1º turno                                                   | -                                                                      |                                                                        |
| 26-6-2021                                                              | Londra                                                                 | Italia                                                                 | 2 – 1 dts                                                              | Austria                                                                | Euro 2020 - Ottavi di finale                                           | -                                                                      | 103’                                                                   |
| 1-9-2021                                                               | Chișinău                                                               | Moldavia                                                               | 0 – 2                                                                  | Austria                                                                | Qual. Mondiali 2022                                                    | -                                                                      |                                                                        |
| 7-9-2021                                                               | Vienna                                                                 | Austria                                                                | 0 – 1                                                                  | Scozia                                                                 | Qual. Mondiali 2022                                                    | -                                                                      | 25’                                                                    |
| 9-10-2021                                                              | Tórshavn                                                               | Fær Øer                                                                | 0 – 2                                                                  | Austria                                                                | Qual. Mondiali 2022                                                    | -                                                                      | 65’                                                                    |
| 12-10-2021                                                             | Copenaghen                                                             | Danimarca                                                              | 1 – 0                                                                  | Austria                                                                | Qual. Mondiali 2022                                                    | -                                                                      |                                                                        |
| 12-11-2021                                                             | Klagenfurt am Wörthersee                                               | Austria                                                                | 4 – 2                                                                  | Israele                                                                | Qual. Mondiali 2022                                                    | -                                                                      | 73’ 90+3’                                                              |
| 24-3-2022                                                              | Cardiff                                                                | Galles                                                                 | 2 – 1                                                                  | Austria                                                                | Qual. Mondiali 2022                                                    | -                                                                      |                                                                        |
| 29-3-2022                                                              | Vienna                                                                 | Austria                                                                | 2 – 2                                                                  | Scozia                                                                 | Amichevole                                                             | -                                                                      |                                                                        |
| Totale                                                                 |                                                                        | Presenze                                                               | 67                                                                     |                                                                        | Reti                                                                   | 4                                                                      |                                                                        |

## Palmarès

### Club

#### Competizioni nazionali
- Campionato austriaco di Regionalliga: 1

Salisburgo II: 2010-2011
- Campionato austriaco: 3

Salisburgo: 2011-2012, 2013-2014, 2014-2015,
- Coppa d'Austria: 3

Salisburgo: 2011-2012, 2013-2014, 2014-2015,

#### Competizioni internazionali
- UEFA Europa League: 1

Eintracht Francoforte: 2021-2022

### Individuale
- Squadra della stagione della UEFA Europa League: 1

2021-2022